# Boom (Album)
Boom ist ein Jazzalbum von Mario Pavone. Die am 10. September 2004 in den Systems Two Studios, Brooklyn, entstandenen Aufnahmen erschienen 2004 auf dem Label Playscape Recordings.

## Hintergrund
Während der Bassist Mario Pavone einige seiner vorangegangenen Alben zwischen Trio- und Quintettgruppen aufgeteilt hatte, nahm er sein Album Boom in Quartettbesetzung mit seinem langjährigen Kollegen Peter Madsen (Piano) sowie mit Tony Malaby (Tenor- und Sopransaxophon) und Matt Wilson (Schlagzeug) auf. Malaby hatte auch beim vorangegangenen Pavone-Album Orange mitgewirkt; Matt Wilson bei Mythos (2002). Pavone arrangierte auch neben seinen eigenen Kompositionen zwei Stücke des 1998 verstorbenen Saxophonisten Thomas Chapin neu; Chapin war fast zwanzig Jahre Pavones engster musikalischer Verbündeter gewesen.

## Titelliste
- Mario Pavone: Boom (Playscape Recordings – PSR#091003)[2]

1. Julian 3:40
2. Not Five Kimono 5:56
3. Arkadia 6:18
4. Po 0:18
5. Bad Birdie (Mario Pavone, Thomas Chapin) 8:43
6. Short Yellow 3:23
7. Arc 6:10
8. Bastos 6:16
9. Interior Boom 6:33
10. Out and About (Pavone, Chapin) 4:49

Sofern nicht anders angegeben, stammen alle Kompositionen von Mario Pavone.

## Rezeption

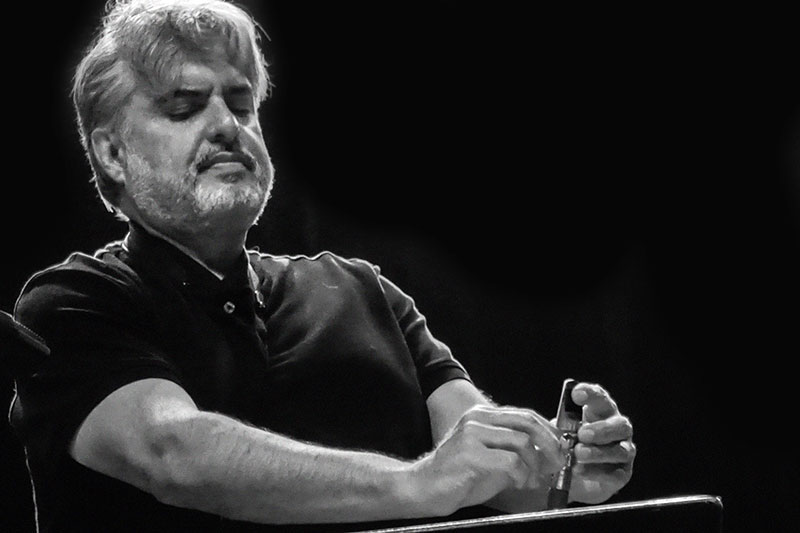
Tony Malaby bei einem Auftritt in Aarhus 2009

Nach Ansicht von John Kelman, der das Album für All About Jazz rezensierte, steckt Boom voller geplanter und ungeplanter Ideen. „Bad Birdie“, der längste Titel des Albums und eines von zwei Stücken des verstorbenen Thomas Chapin, stamme aus dem Gebiet von Ornette Coleman und kombiniere ein skurriles, erweitertes Thema mit einem hochintensiven, frei swingenden Mittelteil, in dem Madsen sein enzyklopädisches Wissen demonstriere. Ebenso kombiniere Malabys Solo das Feuer und die Indirektheit der reinen Hingabe mit einem historischeren Sinn für Proportionen; er habe sich immer wohl dabei gefühlt, sowohl das „In“ als auch das „Out“ zu erkunden, und auf dieser Platte könne Malaby beides tun. Pavone betone wahrscheinlich ebenso starke Akkordschläge wie abstrus melodische lineare Gedanken. Was Boom so bemerkenswert und letztendlich seltsam ansprechend mache, resümiert Kelman, sei die Kombination einer freieren Sensibilität mit einem rhythmischen Ansatz, der normalerweise etwas beibehalte, das dem etablierten Zeitspiel ähnle. Wilsons Ansatz möge locker sein, sei aber immer noch einwandfrei. Pavone selbst positioniere sich zwischen offenerem Zusammenspiel mit dem Quartett und zeitweise der Sicherstellung, dass ein solides Fundament für den Solisten vorhanden ist. Boom sei damit eine aufregende Kombination aus schrägem und klarem Hintergrund und eine weitere gute Darbietung Pavones, der die Tradition bei jedem Album weiter vorantreibe.
Ebenfalls für All About Jazz schrieb Patrick Fitzell, Pavones Quartett navigiere geschickt durch dessen Arrangements mit engmaschigen, rhythmisch aufgeladenen Ensemblepassagen und geräumigen Soloabschnitten. Die vier Musiker ehrten Thomas Chapins Erbe und passten bequem zu Pavones Eigenkompositionen. Sie würden zeigen, wie er weiterhin musikalische Ansätze erforscht, die sie gemeinsam entwickelt haben, während er seine kompositorische Identität beibehalte.